# 声乐套曲
“声乐套曲”是声乐作品的一种体裁。含有多首歌曲，各首歌曲或者表达同一主題，或者是抒发作曲家的某一情怀，或者只是统一于同一风格。

## 体裁特点
声乐套曲中的各首歌曲可以独立成曲。甚至可能只有其中的几首可以独立的流传，比如“总政版”的《长征组歌》中就只有《飞跃大渡河》和《过雪山草地》因为曾被收入大型音乐舞蹈史诗《东方红》中才得以流传。

## 知名作品

### 欧洲
- 《美丽的磨坊女》舒伯特
- 《冬之旅》舒伯特

### 中国
- 《黄河大合唱》
- 《长征组歌》
- 《火箭兵的故事》楚兴元 作曲

## 批評
有人认为，声乐套曲仅仅指是由若干首独唱歌曲组成的套曲，与使用了组歌“全无共同之处”。